# Eibenstock unterer Bahnhof
Eibenstock unterer Bahnhof is een voormalig spoorwegstation in de Duitse plaats Eibenstock. Het station werd in 1875 samen met de spoorlijn Chemnitz–Aue-Adorf geopend. In 1905 werd de spoorlijn Eibenstock unt Bf–Eibenstock ob Bf geopend. Het station werd in 1975 wegens de bouw van de stuwdam Eibenstock gesloten.